# Genšó
Genšó (japonsky 元正天皇, Genšó-tennó neboli císařovna Genšó; 683 – 22. května 748, Nara) byla čtyřicátým čtvrtým císařem Japonska v souladu s tradičním pořadím posloupnosti.
V japonských dějinách byla Genšó pátou z osmi žen, jež se staly vládnoucími císařovnami, a jedinou, která zdědila svůj titul po jiné vládnoucí císařovně, a nikoli po mužském předchůdci. Čtyři vládnoucí císařovny před Genšó byly Suiko, Kógjoku/Saimei, Džitó a Gemmei. Tři další samostatné vládkyně na Chryzantémovém trůně po Genšó byly Kóken/Šótoku, Meišó a Go-Sakuramači.
Císařovna Genšó vládla v období od roku 715 do roku 724.

## Legenda
Před nástupem na Chryzantémový trůn bylo její osobní jméno (imina) Hidaka-hime neboli princezna Hidaka.
Genšó byla starší sestrou císaře Mommua a dcerou prince Kusakabeho a jeho ženy, která se později stala císařovnou Gemmei. Byla tedy po svém otci vnučkou císaře Temmua a císařovny Džitó a vnučkou císaře Tendžiho po své matce. Její nástup na trůn byl zamýšlen jako regentství do doby, než bude syn jejího zesnulého bratra Mommua, tehdy čtrnáctiletý princ Obito, natolik zralý, aby mohl sám usednout na trůn. Obito byl ustanoven korunním princem v roce 714 císařovnou Gemmei. Následujícího roku se císařovna vzdala trůnu ve prospěch své dcery princezny Hidaky (Genšó). Obito zůstal korunním princem i za její vlády a později vešel ve známost jako císař Šómu.

### Události za vlády Genšó
Za vlády císařovny Genšó byla v roce 720 dokončena druhá nejstarší dochovaná japonská kronika Nihonšoki.
Roku 718 bylo dokončeno uspořádání systému zákonů a sestaven takzvaný Kodex jóró, který byl posléze zveřejněn v roce 757.
Genšó vládla devět let. Stejně jako tomu bylo u dalších šesti vládnoucích císařoven, jejichž následníci byli obvykle vybíráni z mužů otcovské císařské rodové linie, nastoupil i po císařovně Genšó na Chryzantémový trůn muž. Proto někteří konzervativní vzdělanci zastávají názor, že ženy-panovnice vládly vždy pouze dočasně, a že proto musí být v 21. století zachována tradice pouze mužského nástupnictví. Jedinou výjimkou stojící proti této konvenční argumentaci tak zůstává císařovnina matka Gemmei, po níž jako jediná v japonské historii nastoupila na trůn právě Genšó.
V roce 724 se Genšó vzdala trůnu ve prospěch svého synovce Obita, z něhož se stal císař Šómu. Po své abdikaci žila Genšó ještě 25 let. Nikdy se nevdala a neměla žádné děti. Zemřela ve věku 65 let.
Místo, kde byla císařovna Genšó pohřbena se nachází ve městě Nara. Císařovna je proto tradičně uctívána v pamětní šintoistické svatyni (misasagi) právě v Naře. Úřad pro záležitosti japonského císařského dvora stanovil toto místo jako mauzoleum císaře Mommua a jeho formální jméno zní Nahojama no niši no misasagi. Císařskou hrobku lze dnes navštívit v Narazaka-čó v Naře.